# جون كولتر
جون كولتر (بالإنجليزية: John Coulter)‏ هو سياسي أسترالي، ولد في 3 ديسمبر 1930 في برث في أستراليا. حزبياً، نشط في الديمقراطيون الأستراليون ( – نوفمبر 2001) وStop Population Growth Now ‏. وقد انتخب عضو مجلس الشيوخ الأسترالي ‏ عن دائرة جنوب أستراليا ‏ (11 يوليو 1987 – 20 نوفمبر 1995).